# A Szovjetunió művészete
A cári Oroszország és Oroszország rendszerváltozást követő művészetét lásd Oroszország művészete címszavak alatt!
Az októberi forradalom és a polgárháború után megváltozott a művészeti élet szervezése. Államosították a Tretyjakov képtárat, Lenin és Lunacsarszkij hozzálátott egy, az államhoz hű művészeti szövetség felállításához. Politikai törekvéseiknek azonban mindent alárendeltek. Száműzték (vagy maguktól is emigráltak) az orosz avantgárd alakjait, és fokozatosan előretört a szocialista realizmus elve és szemlélete.

## Építészet

### 20-as, 30-as évek
Hogy a nép, elsősorban a munkások támogatását megnyerjék, megkísérelték a nyomornegyedek felszámolását. Számos bérházat, kórházat és iskolát építettek. Az új lakónegyedeket tervezőirodák segítségével építették, de úgy, hogy a kialakuló új városkép felülbírálja a régit. A régi műemlékeket ugyan nem bontották el, de környezetükbe nem illővé tették ezáltal. A munkálatok legkorábban Moszkvában, Leningrádban (Szentpétervár) és Bakuban indultak meg. Ezzel egyidejűleg ipartelepeket is létesítettek. Nagy szerepe volt ebben a NEP-nek, amit azonban Lenin halála után felülbíráltak.
Mikor Sztálin került hatalomra, a viszonylag nyugatihoz hasonló szemléletet kiirtották, anakronisztikusan eklektikus törekvések kerültek előtérbe. Ez már tipikusan szocreál építészet. Első emlékei közé tartozik a Scsuszev által tervezett Lenin-mauzóleum. 1935-től egyre több új iparnegyed és városrész jött létre. Az ötéves tervek alatt papíron teljesítették Moszkva, Leningrád, Kijev, Cseljabinszk, Alma Ata, Baku, Tbiliszi szocialista újjáépítését, ez azonban nem volt egyensúlyban az emberek nélkülözéseivel.
Felhasználták a szocialista köztársaságok nemzeti törekvéseit, főként a tanácsok, pártházak, igazgatási szervek, sportlétesítmények építése közben. Scsuszev alkotásai közül fontos a tbiliszi Párttörténeti Intézet, ami grúziai hagyományokra épít.

### A második világháború után
Az óriási pusztítások elől keletre telepítették a fontosabb ipari üzemeket. A háború befejezése után több mint 300 várost kellett gyakorlatilag újjáépíteni, ami hatalmas feladat elé állította az építészeket. Új városok is épültek, mint Szevasztopol és Volgográd. Ekkor már korszerű anyagokkal dolgoztak és a legkorszerűbb módszerrel, előre gyártott szabványelemekkel és épületrészekkel. Az új városképeket magas épületek alakították ki, ilyen például a moszkvai Lomonoszov Egyetem.
Ezzel egyidejűleg segítették hatalomra Magyarországon, Csehszlovákiában, Lengyelországban, Romániában a kommunistákat. Ezekben az országokban provinciális változatban jelent meg a szocreál építészet.
Az eklektizáló törekvések csak Sztálin halála után szűntek meg. Az enyhülés politikájának következtében a szovjet építészet a kortárs amerikai és európai építészet vonzáskörébe került, de megőrizte a szocreál hagyományait.

### Szovjet építészek
- Lev Rudnyev
- L. Z. Cserikover
- M. I. Kuriko
- P. V. Abroszimov
- A. G. Mordvinov

## Szobrászat
Lenin és később Sztálin propagandájának legjobban a szobrászat és a festészet felelt meg eszközként. A szobrászatban így kerültek előtérbe a monumentális emlékművek, egy év alatt közel kétszázat állítottak fel. Leggyakoribb témák a hősi katonák, munkások, a 30-as években pedig a köztéri portrék. Rendelet mondta ki, hogy a Szovjetunió Hőse címet viselőknek portrét kell állíttatni, így a portrészobrászat fontos szerephez jutott.
Sztálin számára a személyi kultusz potenciális eszköze volt a szobrászat. Halála után főként három szobrász, Manyiszer, Tomszkij és Vusetics munkái jelentősek, de még mindig erősen propaganda-jelleg uralkodik.

### Szovjet szobrászok
- Vera Muhina
- I. D. Sadr
- Ny. A. Andrejev
- V. V. Lisev
- Alekszandr Pavlovics Kibalnyikov

## Festészet
Kezdetben plakátok és szatirikus grafikák voltak jellemzőek a kommunistaellenes művészek részéről. Miután Lenin meghirdette propagandáját, a monumentális festészet került előtérbe. Az avantgárd művészek emigráltak. A Vándorkiállítási Társaság megszűntével a főszerep a szocialista festőké lett. Sajátos történelmi festészetük a forradalomnak és a vöröskatonáknak állított emléket. Lenin életét szárnyas oltárokon dolgozták fel. Dicsőítették a munkát, az erőt, a személyi kultuszban pedig a pártelnököt. A szovjet festészet az ötvenes évek végétől fordult más irányba, ezt is szocialista realizmus jellemzi.

### Szovjet festők
- Borisz Vlagyimirovics Joganszon
- M. B. Grekov
- Alekszandr Gyejnyeka
- G. G. Nyiszkij
- Igor Kasljak